# Vicia fairchildiana
Vicia fairchildiana là một loài thực vật có hoa trong họ Đậu. Loài này được Maire miêu tả khoa học đầu tiên.